# Walter Reginald Brook Oliver

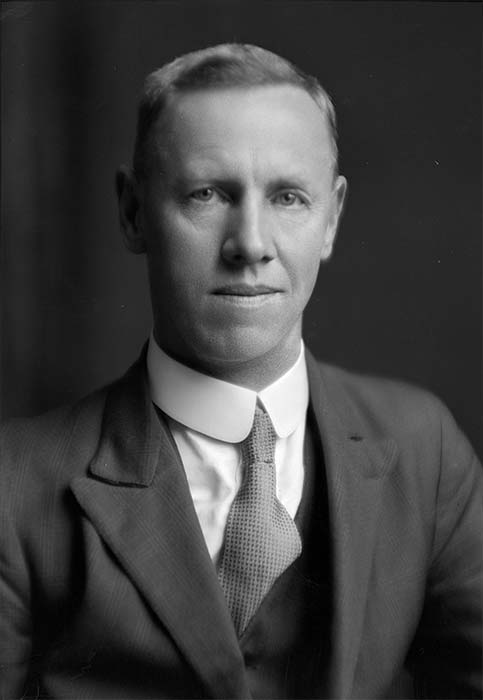
Walter Reginald Brook Oliver im Jahr 1934

Walter Reginald Brook Oliver (* 7. September 1883 in Launceston, Tasmanien; † 16. Mai 1957 in Wellington, Neuseeland) war ein neuseeländischer Botaniker und Ornithologe. Sein botanisches Autorenkürzel lautet „W.R.B.Oliv.“

## Biografie
Im Alter von 13 Jahren emigrierte Walter Oliver mit seinen Eltern nach Tauranga in Neuseeland. Zwischen 1900 und 1914 arbeitete er als Beamter bei der Neuseeländischen Zollbehörde. Dieser Posten ermöglichte ihm Expeditionen auf die Kermadecinseln, die Chatham-Inseln, nach Stewart Island und auf die Lord-Howe-Insel zu unternehmen und wichtige geologische, botanische und ornithologische Daten zu sammeln. 1914 wurde er in den Ersten Weltkrieg eingezogen und diente bei der New Zealand Expeditionary Force in Frankreich. 1919 unternahm er seine erste botanische Expedition nach Tahiti. Zwischen 1920 und 1927 arbeitete er als wissenschaftlicher Assistent im damaligen Dominion Museum in Wellington. Zwischen 1924 und 1927 studierte er am Victoria University of Wellington und erlangte den Grad eines Bachelor of Science. 1927 wurde er Mitglied der Royal Society of New Zealand. 1928 übernahm er das Amt des Direktors des Dominion-Museums, das er bis 1947 innehatte.
1930 erschien sein Buch New Zealand Birds, das zu den wichtigsten Standardwerken über die neuseeländische Avifauna zählt. 1934 erlangte er von der University of New Zealand seinen Doktorgrad. 1939 wurde er Mitglied der British Ornithologists’ Union. Zwischen 1943 und 1944 war er Präsident der Royal Australasian Ornithologists Union. Von 1943 bis 1944 war er Präsident der Royal Society of New Zealand. 1956 unternahm er eine letzte private Expedition auf die Norfolkinsel.

## Werke (Auswahl)
- 1923: Marine Littoral Plant and Animal Communities in New Zealand.
- 1924: Report of the Sixteenth Meeting of the Australasian Association for the Advancement of Science. Wellington Meeting, January 1923.
- 1928: The Flora of the Waipaoa Series (Later Pliocene) of New Zealand
- 1930: New Zealand Birds (Nachdruck 1955 und 1974).
- 1935: The genus Coprosma
- 1948: Nature Study : Plants and Animals of New Zealand
- 1949: The Moas of New Zealand and Australia.
- 1951: Botanical Discovery in New Zealand.